# Ralph Moody (attore)
Ralph Moody (Saint Louis, 5 novembre 1886 – Burbank, 16 settembre 1971) è stato un attore statunitense.
Ha recitato in oltre 40 film dal 1948 al 1966 ed è apparso in oltre cento produzioni televisive dal 1949 al 1971. È stato accreditato anche con il nome Ralph R. Moody.

## Biografia
Ralph Moody nacque a S. Louis, in Missouri, il 5 novembre 1886. Cominciò a recitare tardi, a 62 anni, e fece il suo debutto sul grande schermo nel 1948, non accreditato, nel film western Tex Granger: Midnight Rider of the Plains, nel ruolo di Wilkins. Nonostante l'esordio in età avanzata, collezionò numerose presenze sia sul grande che sul piccolo schermo, in particolare in episodi di serie televisive, e specializzandosi in ruoli di uomini anziani, alternandosi da caratterista in gentleman di mezza età, vecchi irascibili o saggi nativi americani.
Tra le sue apparizioni, fu accreditato 15 volte in Dragnet e sette volte nella serie televisiva antologica Four Star Playhouse. Interpretò lo stregone Okatee nell'episodio Test of a Warrior della serie televisiva Adventures of Superman andato in onda il 28 maggio 1955, il ruolo di Doc Burrage in 9 episodi della serie televisiva The Rifleman dal 1961 al 1963 (più altre tre presenze in ruoli differenti) e fu accreditato in numerose serie televisive come Il cavaliere solitario, Bonanza, Perry Mason, Gunsmoke, Daniel Boone e Le avventure di Rin Tin Tin. La sua ultima apparizione sullo schermo avvenne nel film The Impatient Heart, del 1971.
Morì a Burbank, in California, il 16 settembre 1971, all'età di 84 anni, e fu seppellito al Pierce Brothers Valhalla Memorial Park di North Hollywood.

## Filmografia

### Cinema
- Tex Granger: Midnight Rider of the Plains, regia di Derwin Abrahams (1948)
- La tigre del Kumaon (Man-Eater of Kumaon), regia di Byron Haskin (1948)
- Square Dance Jubilee, regia di Paul Landres (1949)
- Frecce avvelenate (Rock Island Trail), regia di Joseph Kane (1950)
- Le foglie d'oro (Bright Leaf), regia di Michael Curtiz (1950)
- Romantico avventuriero (The Gunfighter), regia di Henry King (1950)
- L'asso nella manica (Ace in the Hole), regia di Billy Wilder (1951)
- Delitto per delitto - L'altro uomo (Strangers on a Train), regia di Alfred Hitchcock (1951)
- La montagna dei sette falchi (Red Mountain), regia di William Dieterle (1951)
- Talk About a Stranger, regia di David Bradley (1952)
- Trinidad (Affair in Trinidad), regia di Vincent Sherman (1952)
- Il conquistatore del West (Wagons West), regia di Ford Beebe (1952)
- Gli occhi che non sorrisero (Carrie), regia di William Wyler (1952)
- The Story of Will Rogers, regia di Michael Curtiz (1952)
- Nostra Signora di Fatima (The Miracle of Our Lady of Fatima), regia di John Brahm (1952)
- Il mio uomo (My Man and I), regia di William A. Wellman (1952) - non accreditato
- La principessa di Bali (Road to Bali), regia di Hal Walker (1952)
- Salome, regia di William Dieterle (1953)
- Seminole, regia di Budd Boetticher (1953)
- I perseguitati (The Juggler), regia di Edward Dmytryk (1953)
- Il tenente dinamite (Column South), regia di Frederick de Cordova (1953)
- Mano pericolosa (Pickup on South Street), regia di Samuel Fuller (1953)
- I senza legge (Tumbleweed), regia di Nathan Juran (1953)
- The Rocket Man, regia di Oscar Rudolph (1954)
- Day of Triumph, regia di John T. Coyle, Irving Pichel (1954)
- Un napoletano nel Far West (Many Rivers to Cross), regia di Roy Rowland (1955)
- L'agente speciale Pinkerton (Rage at Dawn), regia di Tim Whelan (1955)
- La straniera (Strange Lady in Town), regia di Mervyn LeRoy (1955)
- I due capitani (The Far Horizons), regia di Rudolph Maté (1955)
- Tutto finì alle sei (I Died a Thousand Times), regia di Stuart Heisler (1955)
- 24 Hour Alert, regia di Robert M. Leeds (1955)
- Giungla d'acciaio (The Steel Jungle), regia di Walter Doniger (1956)
- L'ultima caccia (The Last Hunt), regia di Richard Brooks (1956)
- Soli nell'infinito (Toward the Unknown), regia di Mervyn LeRoy (1956)
- Rappresaglia (Reprisal!), regia di George Sherman (1956)
- Il mostro che sfidò il mondo (The Monster That Challenged the World), regia di Arnold Laven (1957)
- La carica delle mille frecce (Pawnee), regia di George Waggner (1957)
- Going Steady, regia di Fred F. Sears (1958)
- Lama alla gola (Cry Terror!), regia di Andrew L. Stone (1958)
- Il cavaliere azzurro della città dell'oro (The Lone Ranger and the Lost City of Gold), regia di Lesley Selander (1958)
- La leggenda di Tom Dooley (The Legend of Tom Dooley), regia di Ted Post (1959)
- Il grande pescatore (The Big Fisherman), regia di Frank Borzage (1959)
- La storia di Ruth (The Story of Ruth), regia di Henry Koster (1960)
- La squadra infernale (Posse from Hell), regia di Herbert Coleman (1961)
- Homicidal, regia di William Castle (1961)
- Il sesto eroe (The Outsider), regia di Delbert Mann (1961)
- Pugno proibito (Kid Galahad), regia di Phil Karlson (1962)
- Gli indomabili dell'Arizona (The Rounders), regia di Burt Kennedy (1965)
- La caccia (The Chase), regia di Arthur Penn (1966)

### Televisione
- Il cavaliere solitario (The Lone Ranger) – serie TV, 3 episodi (1949-1950)
- The Living Christ Series – miniserie TV (1951)
- Gang Busters – serie TV, un episodio (1952)
- Missione pericolosa (Dangerous Assignment) – serie TV, 4 episodi (1952)
- Where's Raymond? – serie TV, un episodio (1953)
- City Detective – serie TV, un episodio (1954)
- Mayor of the Town – serie TV, un episodio (1954)
- Waterfront – serie TV, 2 episodi (1954)
- The RCA Victor Show – serie TV, un episodio (1954)
- Cavalcade of America – serie TV, un episodio (1954)
- I segreti della metropoli (Big Town) – serie TV, un episodio (1954)
- Lux Video Theatre – serie TV, 2 episodi (1954-1955)
- Soldiers of Fortune – serie TV, un episodio (1955)
- Treasury Men in Action – serie TV, un episodio (1955)
- The Star and the Story – serie TV, episodio 1x15 (1955)
- Adventures of Superman – serie TV, un episodio (1955)
- Stage 7 – serie TV, episodi 1x19-1x24 (1955)
- Lassie – serie TV, un episodio (1955)
- Screen Directors Playhouse – serie TV, episodio 1x16 (1956)
- The Roy Rogers Show – serie TV, 2 episodi (1956)
- The 20th Century-Fox Hour – serie TV, episodio 1x15 (1956)
- Alfred Hitchcock presenta (Alfred Hitchcock Presents) – serie TV, un episodio (1956)
- Four Star Playhouse – serie TV, 7 episodi (1953-1956)
- Schlitz Playhouse of Stars – serie TV, 2 episodi (1953-1956)
- Wire Service – serie TV, episodio 1x05 (1956)
- Le avventure di Charlie Chan (The New Adventures of Charlie Chan) – serie TV, un episodio (1957)
- The Millionaire – serie TV, un episodio (1957)
- Telephone Time – serie TV, episodio 2x22 (1957)
- Panico (Panic!) – serie TV, episodio 1x01 (1957)
- On Trial – serie TV, 2 episodi (1957)
- Corky, il ragazzo del circo (Circus Boy) – serie TV, 4 episodi (1956-1957)
- Meet McGraw – serie TV, un episodio (1957)
- The Lineup – serie TV, 2 episodi (1956-1957)
- The Adventures of Jim Bowie – serie TV, un episodio (1958)
- Avventure in elicottero (Whirlybirds) – serie TV, 2 episodi (1957-1958)
- The Court of Last Resort – serie TV, episodio 1x25 (1958)
- State Trooper – serie TV, un episodio (1958)
- Broken Arrow – serie TV, 4 episodi (1956-1958)
- The Walter Winchell File – serie TV, 2 episodi (1957-1958)
- Ricercato vivo o morto (Wanted: Dead or Alive) – serie TV, episodio 1x02 (1958)
- Le avventure di Rin Tin Tin (The Adventures of Rin Tin Tin) – serie TV, 7 episodi (1955-1959)
- Dragnet – serie TV, 15 episodi (1952-1959)
- Bat Masterson – serie TV, un episodio (1959)
- The Third Man – serie TV, un episodio (1959)
- Lux Playhouse – serie TV, un episodio (1959)
- Il tenente Ballinger (M Squad) – serie TV, episodi 1x03-2x34 (1957-1959)
- Le leggendarie imprese di Wyatt Earp (The Life and Legend of Wyatt Earp) – serie TV, un episodio (1959)
- Black Saddle – serie TV, 2 episodi (1959)
- The Texan – serie TV, 3 episodi (1959)
- Rescue 8 – serie TV, 2 episodi (1958-1959)
- Lo sceriffo indiano (Law of the Plainsman) – serie TV, episodio 1x10 (1959)
- I detectives (The Detectives) – serie TV, un episodio (1959)
- U.S. Marshal – serie TV, un episodio (1960)
- Cheyenne – serie TV, 2 episodi (1956-1960)
- Tightrope – serie TV, episodio 1x18 (1960)
- Peter Gunn – serie TV, episodi 1x20-2x21 (1959-1960)
- The Rebel – serie TV, un episodio (1960)
- Carovane verso il west (Wagon Train) – serie TV, 2 episodi (1957-1960)
- The Deputy – serie TV, un episodio (1960)
- Johnny Ringo – serie TV, 2 episodi (1960)
- I racconti del West (Zane Grey Theater) – serie TV, 3 episodi (1956-1960)
- Il magnifico King (National Velvet) – serie TV, episodio 1x12 (1960)
- Shotgun Slade – serie TV, un episodio (1961)
- Las Vegas Beat – film TV (1961)
- La valle dell'oro (Klondike) – serie TV, episodio 1x15 (1961)
- The Law and Mr. Jones – serie TV, un episodio (1961)
- Carovana (Stagecoach West) – serie TV, episodio 1x19 (1961)
- Assignment: Underwater – serie TV, 2 episodi (1960-1961)
- Have Gun - Will Travel – serie TV, 4 episodi (1958-1961)
- The Jack Benny Program – serie TV, un episodio (1961)
- Outlaws – serie TV, episodio 2x10 (1961)
- The Tall Man – serie TV, un episodio (1961)
- The New Breed – serie TV, episodio 1x20 (1962)
- Ai confini della realtà (The Twilight Zone) – serie TV, episodio 3x23 (1962)
- Thriller – serie TV, episodio 2x29 (1962)
- Lawman – serie TV, 2 episodi (1962)
- Gli intoccabili (The Untouchables) – serie TV, 2 episodi (1961-1962)
- The Dick Powell Show – serie TV, 2 episodi (1962)
- The Rifleman – serie TV, 12 episodi (1960-1963)
- Ben Casey – serie TV, 2 episodi (1962-1963)
- Gli uomini della prateria (Rawhide) – serie TV, 2 episodi (1959-1963)
- La legge del Far West (Temple Houston) – serie TV, un episodio (1963)
- La grande avventura (The Great Adventure) – serie TV, episodio 1x16 (1964)
- Perry Mason – serie TV, 5 episodi (1958-1964)
- La legge di Burke (Burke's Law) – serie TV, episodio 2x11 (1964)
- Death Valley Days – serie TV, un episodio (1964)
- The Smothers Brothers Show – serie TV, un episodio (1965)
- Selvaggio west (The Wild Wild West) – serie TV, episodio 1x14 (1965)
- Daniel Boone – serie TV, 2 episodi (1964-1965)
- Il dottor Kildare (Dr. Kildare) – serie TV, un episodio (1966)
- Gunsmoke – serie TV, 5 episodi (1959-1966)
- The Monroes – serie TV, un episodio (1966)
- Organizzazione U.N.C.L.E. (The Man from U.N.C.L.E.) – serie TV, un episodio (1967)
- F.B.I. (The F.B.I.) – serie TV, un episodio (1967)
- La signora e il fantasma (The Ghost & Mrs. Muir) – serie TV, un episodio (1969)
- Adam-12 – serie TV, un episodio (1969)
- Get Smart – serie TV, un episodio (1969)
- Dragnet 1967 – serie TV, 5 episodi (1967-1970)
- Mistero in galleria (Night Gallery) – serie TV, un episodio (1970)
- Bonanza – serie TV, 6 episodi (1960-1971)
- The Impatient Heart – film TV (1971)